# Charles Antenen
Charles Antenen est un footballeur suisse, né le 3 novembre 1929 à La Chaux-de-Fonds et mort le 20 mai 2000 aux Bayards. Il était le fils du coureur cycliste professionnel Georges Antenen, champion de Suisse en 1930.
Avec le FC La Chaux-de-Fonds, il remporte trois titres de champion de Suisse et six finales de la Coupe de Suisse. Il fut longtemps le seul joueur suisse à avoir participé à trois coupes du monde en 1950, 1954 et 1962.

## Clubs successifs
- 1945-1952 :  FC La Chaux-de-Fonds
- 1952-1953 :  Lausanne-Sports
- 1953-1965 :  FC La Chaux-de-Fonds

## Palmarès
- Champion suisse en 1954 avec FC La Chaux-de-Fonds
- Champion suisse en 1955 avec FC La Chaux-de-Fonds
- Champion suisse en 1964 avec FC La Chaux-de-Fonds
- Coupe de Suisse en 1948 avec FC La Chaux-de-Fonds
- Coupe de Suisse en 1951 avec FC La Chaux-de-Fonds
- Coupe de Suisse en 1954 avec FC La Chaux-de-Fonds
- Coupe de Suisse en 1955 avec FC La Chaux-de-Fonds
- Coupe de Suisse en 1957 avec FC La Chaux-de-Fonds
- Coupe de Suisse en 1961 avec FC La Chaux-de-Fonds

## Équipe nationale
- 56 sélections, 22 buts.
- Première sélection : Suisse-Espagne 3-3, le 20 juin 1948 à Zurich
- Dernière sélection : Italie-Suisse 3-0, le 7 juin 1962 à Santiago